# 海野一幸
海野 一幸（うみの かずゆき、1946年1月1日 - ）は、日本の実業家。これまで山梨日日新聞の記者や山梨放送の取締役、ヴァンフォーレ山梨スポーツクラブ社長および会長、最高顧問、およびJリーグ理事会の理事に就いていた。

## 経歴
山梨県出身。山梨県立日川高等学校、東京農業大学卒業、外国留学を経て1970年に山梨日日新聞へ記者として入社する。山梨日日新聞では国政・県政において強い影響力を持っていた金丸信の番記者を任されるなど才能を買われ、1991年には同社の取締役編集局長に就任する。その後は山梨放送取締役、アドブレーン取締役を歴任する。2001年、ヴァンフォーレ山梨スポーツクラブ代表取締役社長に就任する。2012年から同社代表取締役会長に就任（2016年から「代表」の肩書が外れている）。2020年4月1日取締役会長を退任し、最高顧問に就任。2023年2月にヴァンフォーレ山梨スポーツクラブの全役職・肩書を退任した。

## ヴァンフォーレ甲府社長として
ヴァンフォーレ甲府は1965年に甲府クラブとして設立。その後1999年に創設されたJリーグ ディビジョン2（J2）に参入したもののスポンサー収入および入場者収入が伸び悩み、2000年シーズン終了後に1億1280万円の債務超過（資本金が3億3500万円に対し累積赤字が4億4780万円）に陥る。大企業がバックについているチームは赤字を補填することができるが、ヴァンフォーレ甲府にはそのような大企業スポンサーが存在しないことから不可能であった。また、今後も債務超過が改善される見込みがないことから、山梨県等の自治体は支援を打ち切り、出資元の山日YBSグループも解散または身売りを前提とした清算を行おうとしていた。その清算のために新社長として選任されたのが海野である。海野は筆頭株主の山日YBSグループ社長である野口英一からこの辞令を受けた時事実上の左遷と思い、「私をクビにしたいのなら、クビと言ってください」と喰らいつき、山日YBSグループの顧問弁護士に対しても愚痴を重ねるなど当初は激しく抵抗した。しかしチームの存続に奔走していた山梨県庁の平嶋彰英総務部長から「山日グループから甲府に社長を送り込んでほしい」 と念を押されていた野口も内心では存続ができればそれを望んでおり、「これができるのは（記者としても営業としても実績のある）海野しかいない」とし、海野も「とにかくやるべきことをやるしかない」と考えを改め、「私のやり方でやらせていただきます」と清算の為の就任ではなく、クラブを再建することを目指しての就任を選ぶ。こうして海野によるヴァンフォーレ甲府の再建が始まった。
就任直後、第1回の経営委員会が開かれ、粘り強い交渉の結果2001年は継続が決定。しかし2002年以降については2001年度の経営目標として「平均観客動員数3000人以上」（2000年実績：1850人）、「クラブサポーター数5000人以上」（同：2698人)、「スポンサー収入 5000万円以上」（同：2600万円）を提示され、これらが達成されなければ2001年終了後に解散という条件を突きつけられる。
海野はまず経費の削減による利益の増加を行なおうとしたが、経営危機のときから既にこれ以上削減できる状態ではないことがわかり（裏紙を何度も使用していた等）、これを断念。かわりに山日グループの広告代理店アドブレーン社の前取締役という人脈を生かしスポンサー収益の増加にとりかかる。しかし潰れかかったクラブに出資しようとする企業はなかなか現れなかった。そこで海野は交渉の際「スポンサーになれば税金対策になりますよ」 等とスポンサーになった場合のメリットを強調。更にスポンサー代による収益だけでなくユニフォームのクリーニングを無償で行なってくれる所や選手寮の清掃を無償で行なってくれる所も募集。その結果、県内企業のはくばく等がユニフォームスポンサーとして名乗りを上げ、またクリーニングなどを無償で行なってくれる企業も現れ、スポンサー収入については目処がつくことになる。
続いてクラブサポーターと平均観客動員の増加に着手。選手を地域のイベントやボランティア活動に積極的に参加させて交流を図り、また各自治体や企業を回り抽選会の景品を提供してくれることを要請。これに快く応じてくれるところが現れ、ホームゲームにおいてサンクスデーと称して毎試合、抽選会を実施し試合観戦以外でも観客を楽しませることに尽くした。また、いきつけの居酒屋などを回りクラブサポーターになってくれることを頼むなどした結果、これらの目標も達成された。同時にJ参入以来初めての単年度黒字も成し遂げ、ヴァンフォーレ甲府は2002年以降も存続することとなった。

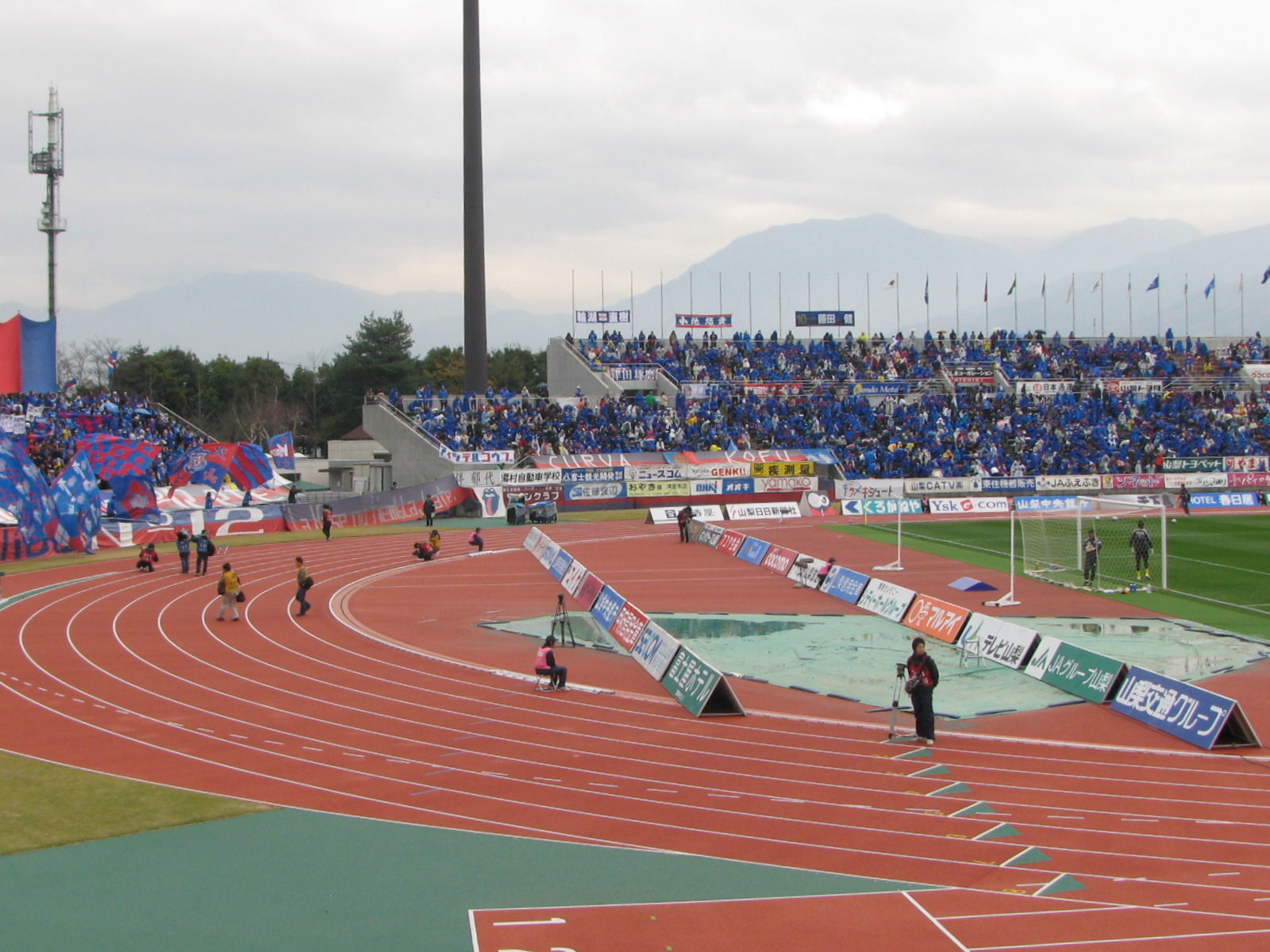
小瀬陸上競技場のピッチ看板および広告用横断幕。
2009年12月5日ロアッソ熊本戦（資料）

ヴァンフォーレ甲府の2002年度以降の存続が決定したものの、依然として経営は苦しい状態であった。そこで海野は他のチームに比べピッチ看板の掲出の値段を安く抑えて数を増やす、薄利多売の作戦に出た。掲出企業の数を増やすためピッチ看板だけでなく横断幕の掲出、更に走り幅跳びの砂場にも広告用シートを張り、極めつきは怪我人を運ぶための担架の裏にまで整形外科医院の広告を掲出。試合の際山梨県小瀬スポーツ公園陸上競技場は看板で埋め尽くされ、サポーターの間では、海野はピッチ看板の鬼と称されている。
海野が社長に就任して以来、広告料収入およびクラブサポーター数、平均観客動員数は小瀬競技場改修工事によるキャパシティ減など特殊な例を除き、殆どのシーズンで目標を達成している。また、就任後はすべての年度において単年度黒字であり、Jリーグ ディビジョン1（J1）昇格初年度の2006年には債務超過を解消し、2011年現在は約9,000万円と経営危機時と比較し5分の1に減少した。また、2005年には年間予算6億7000万円でのJ1昇格を達成し、2007年の降格まで2シーズン、J1の座を維持した。この再建手腕が評価され、海野は2004年7月にJリーグの監事、次いで2006年7月には理事に選任され、Jリーグ加盟クラブの経営危機問題に関与する事になった。2012年に退任したが、2016年7月から新たに設立された「クラブ経営アドバイザー」に選任されている。
海野はヴァンフォーレ甲府の社長、会長は経て現在（2021年）最高顧問。一般社団法人ヴァンフォーレスポーツクラブ代表理事。2012年から山梨県サッカー協会副会長。2016年から日本サッカー協会アドバイザリーボード。なお、2023年に喜寿を迎えたのを機に、ヴァンフォーレ関連の役職からは引退し、協会関連の業務に専念する意向を示している。
また、2007年から東京農業大学客員教授、2011年から同大学評議員を務めている。

## 受賞歴
- 東京農業大学経営者大賞受賞(2006年)
- 日本プロスポーツ大賞功労賞(2016年)[9]
- 山梨県政功績特別感謝状(2018年)

## その他
- 実家はブドウ畑を営む農家であり、自身も当初は農業の道へ進むため東京農業大学へ進学し、海外に留学したが授業についていけず「足を使って見聞を広めよう」と思うようになり、アルバイトをして資金を作り、ヨーロッパ各国を回っている[1]。
- 記者時代は山梨の政界・財界に通じる特ダネ記者として有名であり、海野が動くとライバルの記者も後をつけたことから対策として同僚記者に指示を出す一方で自身は記者クラブで麻雀をし続けて牽制していた[1]。
- 新聞社の記者からテレビ局へ異動した時、地元財界のゴルフ仲間が新しい仕事に慣れない海野をサポートするため「山巓会」という集まりを作っている。現在はメンバーが30人ほどおり、いずれもヴァンフォーレ甲府のスポンサーとして協力している[1]。
- 経営危機の際山日YBSグループのライバル会社であるテレビ山梨へ訪れ、社長である金丸康信（かつて番記者をしていた金丸信の長男）に「ピッチ看板を出してほしい」と懇願している[5]。この時は「こんな小さな町でプロスポーツは無理」と断わられたが諦めずに営業活動を続け、経営が好転し成績も向上した頃になると金丸もついに折れ、現在ではピッチ看板の掲出や不定期にヴァンフォーレ甲府のホームゲームを放送している。
- テレビ朝日系列にて放送されている「マツコ&有吉 かりそめ天国」（2017年5月24日放送分）にてヴァンフォーレ甲府の試合時のピッチ看板の多さが放送され、この時海野が出演し「1試合20万円で掲出できます」「（もしよければ）看板出しませんか？」と番組に対しトップセールスを行った。これに対し番組MCのマツコ・デラックスが「せっかくのご縁ですから」と述べ、掲出が決定[10]。6月17日の第15節ホームゲームの柏レイソル戦から掲出が行われた。当初は1試合限定の掲出であったが、8月9日の第21節浦和レッドダイヤモンズ戦まで計4試合のホームゲームにて掲出される[11][註 6]。